# Trapped (2Pac)
"Trapped" is de derde en laatste single van het album 2Pacalypse Now van de Amerikaanse rapper 2Pac. Deze single kwam later ook op zijn album Greatest Hits.

## Tracklist
1. Trapped
2. Trapped (instrumentaal)
3. Tha Lunatic
4. Tha Lunatic (instrumentaal)